# Frotteurisme
Frotteurisme is het seksueel opgewonden raken door zich tegen een onbekende aan te duwen of met de hand de borsten, schaamstreek of billen te betasten. De term komt van het Franse frotter, wat wrijven betekent. Plaatsen waar frotteurisme kan voorkomen zijn drukke openbare plaatsen zoals markten, in liften of op een overvolle bus of metro. Onder jongeren komt ongevraagde betasting veel voor tijdens het uitgaan tijdens festivals, bars en clubs. Uit een Nederlands onderzoek uit 2018 bleek dat meer dan de helft van de vrouwen tussen de 18 tot 35 jaar het voorafgaande jaar een ongevraagde betasting had meegemaakt. Bij de mannen was dit ongeveer een derde. In de meerderheid van de gevallen worden hierbij de billen betast.
Frotteurisme kan gelden als een vorm van seksuele intimidatie. Bij aanhoudende drang of obsessie is sprake van een parafilie.